# Гомјеничко језеро
Гомјеничко језеро је мање, вјештачко, слатководно језеро у непосредној близини града Теслића, у Републици Српској, БиХ.
Језеро је настало попуњавањем водом површинског копа некадашњег рудника Барбара. Налази се у непосредној близини ушћа рјечице Гомјенице у Велику Усору, и пуни се водом Гомјенице, а отиче у Велику Усору. Језеро се користи углавном као мјесто за риболов, а рјеђе као купалиште.